# アメリカ祝典序曲
『アメリカ祝典序曲』（American Festival Overture ）は、ウィリアム・シューマンが作曲した演奏会用序曲。アメリカ音楽祭のために、1935年にセルゲイ・クーセヴィツキーから依頼を受けて作曲した。初演は1939年10月6日にクーセヴィツキー指揮ボストン交響楽団により行われた。

## 楽器編成
フルート3（第3奏者はピッコロ持ち替え）、オーボエ2、コーラングレ、クラリネット2、バス・クラリネット、アルト・サクソフォーン、ファゴット2、コントラファゴット(任意)、ホルン4、トランペット3、トロンボーン3、チューバ、ティンパニ、小太鼓、大太鼓、木琴、シンバル、弦五部

## 構成
冒頭のアレグロ・コンスピリートの動機はニューヨークの子供が遊ぶ時に使うサインに依拠したものである。その後レジェルメンテのフーガが現れる。この主題は弦楽器のみで演奏され、やがて金管のファンファーレに先の動機が回帰し、ウン・ポーコ・プレストに移る。まずヴァイオリンが主題を提示し、次第に他の弦楽器が入って盛り上がる。テンポ・プリモでは冒頭の動機を素材としながら高潮して行き、終わりを迎える。